# Nervieux
Nervieux é uma comuna francesa na região administrativa de Auvérnia-Ródano-Alpes, no departamento de Loire. Estende-se por uma área de 19,44 km². Em 2010 a comuna tinha 1 023 habitantes (densidade: 52,6 hab./km²).